# Дипломатичний імунітет
Дипломатичний імунітет — сукупність прав та привілеїв, наданих дипломатичним керівникам та працівникам дипломатичних установ на території конкретної країни, а також у країнах їхнього перебування.

## Обсяг прав
Дане право включає в себе: недоторканність особи, службових приміщень, житла і власності, звільнення від податків, митного огляду, гарантує дипломатам право безпечного проїзду та захисту від цивільного позову або кримінального переслідування відповідно до законодавства приймаючої країни). Обсяг дипломатичного імунітету встановлюється внутрішнім законодавством приймаючих держав, а також міжнародними договорами, напр. Віденською конвенцією 1961 та 1963 рр., а також міжнародним звичаєвим правом. Дипломатичний імунітет може мати обмеження в зв'язку з внутрішнім законодавством країни перебування.

## Норми забезпечення прав
Норми міжнародного права, що регулюють питання дипломатичного імунітету, прописані у Віденській конвенції про дипломатичні зносини 1961 року, учасницею якої є і Україна. В Україні дипломатичний імунітет регулюється Указом Президента України «Про затвердження Положення про дипломатичні представництва та консульські установи іноземних держав в Україні» № 198/93 від 10 червня 1993 року.

## Позбавлення прав
Посилаюча країна може офіційно позбавити свого представника імунітету.
Зазвичай, це трапляється лише у випадках, коли відомо, що цей представник вчинив тяжкий злочин, що не пов'язаний з виконанням ним дипломатичних обов'язків (на відміну від, наприклад, звинувачень у шпигунстві), або став свідком такого злочину. Крім того, дипломатичний імунітет не захищає представника від судового переслідування у своїй країні. Багато країн ніколи не задовольняють клопотання приймаючої країни про позбавлення своїх представників імунітету. Сам представник не має права відмовлятися від свого власного імунітету.

## Історія
Дипломатичний імунітет було закріплено нормою міжнародного права у Віденській конвенції про дипломатичні зносини (1961), однак саме поняття дипломатичного імунітету та звичаєве право, на якому базувався цей інститут, мають набагато довшу історію. Багато принципів дипломатичного імунітету відносять до звичаєвого права і сьогодні. Дипломатичний імунітет як інститут постав для обслуговування міждержавних зносин, в тому числі в періоди труднощів у таких відносинах і навіть збройних конфліктів. При прийомі дипломатів, які формально представляють суверенну державу, приймаюча держава в особі її глави надає їм певні привілеї та імунітети для створення належних умов для ефективного здійснення ними своїх обов'язків, при цьому розуміючи, що вони надаються на основі взаємності.
Початково ці привілеї та імунітети надавалися за двосторонньою згодою, за принципом ad hoc, що нерідко призводило до непорозумінь та конфліктів, а також тиску на представників слабших держав та неможливості міжнародного розгляду питань і спорів щодо дотримання таких двосторонніх домовленостей. Пізніше, у міжнародних угодах, відомих як Віденські конвенції, було проведено своєрідну кодифікацію таки правил та угод, що забезпечило єдині стандарти та привілеї для всіх держав.

### Давні часи
В часи зародження міжнародного правосуддя, багато воєн розглядалися як повстання або заколоти однією або декількома сторонами, що воювали між собою. У таких випадках, піддані суверенів-«зрадників» зазвичай вважалися спільниками заколотників, і їх особи також зазнавали переслідувань. Іноді також практикували страчення посланників в знак відхилення вимог, які вони приносили, та оголошення війни. В трудах Геродота, наприклад, знаходимо епізоди, коли глашатаї перського царя Дарія Великого зажадали «Землі і води» (які в ті часи були символами підкорення) у правителів різних грецьких міст, на що афіняни відповіли скиданням посланців у яму, а спартанці в свою чергу скинули їх у колодязь, показуючи що вони знайдуть як землю, так і воду на його дні.
Жителі міста Тарента принизили посланника Римської імперії, помочившись на нього, коли той виходив з міста. Посланник у відповідь поклявся, що «цю пляму буде змито кров'ю», і цю обіцянку було виконано у ході Другої Пунічної війни. Арешти і жорстоке поводження з посланцем Раджа Раджа Чола династією Куласехара призвели до морської Кандалурської війни в 994 р. н. е.
Римський папа Геласій я був першим папою в історії, який користувався дипломатичним імунітетом, як це зазначено в його листі Duo Sunt імператора Анастасія.
В ісламській дипломатичній традиції, посланникам не можна було завдавати будь-якої шкоди, навіть якщо вони прибували від заклятого ворога і приносили провокаційні чи образливі звістки. Хадис відносить цю Сунну до тих часів, коли Мусайліма прислав послів до пророка Мухаммеда, які проголосили Мусайліму пророком Аллаха нарівні із самим Мухаммедом.
Оскільки дипломатам за визначенням при в'їзд в країну має надаватися відповідний захист, порушення їх прав та привілеїв, як правило, вважається зухвалим порушенням честі, хоча історії відомий цілий ряд випадків, коли дипломатів навіть убивали. Особливою суворістю у боротьбі за безпеку та права своїх посланців прославилися монголо-татари на чолі із Чингісханом. Будь-яка держава, що порушувала ці права, зазнавала жорстокої помсти. Монголо-татари часто спалювали цілі міста з прилеглими землями в помсту за страту своїх послів, і навіть вторглися і знищили Хорезмську імперію внаслідок жорстокого поводження з їх послами.
У 1538 році король Франциск I Французький погрожував Едмунду Боннеру, послу Генріха VIII, а згодом єпископу, сотнею ударів алебардою як покаранням за його «зухвалу поведінку». Хоча у цьому конкретному випадку покарання не було фактично виконано, цей інцидент ясно показує, що тогочасні європейські монархи не вважали іноземні послів недоторканними.

### Початки сучасного інституту дипломатичного імунітету
Британський парламент вперше надав гарантії дипломатичного імунітету іноземним послам в 1709 році, після того, як російський граф Андрій Матвєєв, що проживав у Лондоні, зазнав словесного та фізичного насильства з боку британських судових приставів.
Розвиток сучасного інституту дипломатичних імунітетів та привілеїв відбувався паралельно із розвитком сучасної дипломатії. У сімнадцятому столітті, європейські дипломати зрозуміли, що захист від кримінального переслідування був необхідним для забезпечення умов їх діяльності, і розробили певні правила щодо забезпечення прав дипломатів. Застосування таких правил, однак обмежувалося Західною Європою, і було тісно пов'язано із прерогативами дворянства. Таким чином, посланника до Османської імперії, наприклад, могли арештувати і кинути до в'язниці після початку воєнних дій між імперією та його державою. Французька революція також похитнула цю систему коли революційний уряд, так само як і Наполеон, затримали багатьох дипломатів, звинувачених у підриванні французької держави. Із сучасніших епізодів можна пригадати кризу із взяттям заручників в Ірані, яка повсюдно вважається порушенням дипломатичного імунітету (хоча самі заручники офіційно не представляли свою державу, приймаючі країни зобов'язані захищати дипломатичну власність і персонал). З іншого боку, під час Другої світової війни, дипломатичний імунітет належним чином поважався і посольства країн, що воювали, часто евакуювалися через нейтральні країни.
Серед аристократії 17, 18 і 19 століть, поняття дипломатичного імунітету було очевидним, адже перші «посольства» не були постійними представництвами, а були фактично візитами високопоставлених представників суверена (часто його близькими родичами), або навіть суверен власною персоною. В міру укріплення міждержавних відносин, внаслідок укладення договору між двома державами розвивалися різноманітні постійні представництва, в яких як правило також служили родичі монарха або високопоставлені дворяни.
У дев'ятнадцятому столітті, система, що постала внаслідок Віденського конгресу, підтвердила права дипломатів. З того часу європейська модель міжнародних відносин поширилася по всьому світу. В даний час, дипломатичні привілеї та імунітети, а також дипломатичні відносини у цілому, регулюються на міжнародному рівні згідно з Віденською конвенцією про дипломатичні зносини, яка була ратифікована майже всіма країнами світу.
У наш час, дипломатичний імунітет являє собою засіб, хоча й недосконалий, для гарантування безпеки дипломатичного персоналу від будь-якої ворожнечі, що може виникнути між державами. Як висловився автор однієї статті «Так чому ж ми погоджуємося на правила, за якими ми повинні дочекатися санкції іноземної держави, перш ніж ми зможемо переслідувати злочинця на власній території? Тому що ми залежимо від того, що інші країни поважають недоторканність наших власних дипломатів так само, як ми поважаємо недоторканність їхніх».

## Класифікація статей про привілеї та імунітети
У Віденській конвенції про дипломатичні зносини 1961 року більшість статей присвячена дипломатичним привілеям та імунітетам, їх класифікують таким чином: із 53 статей 28 — з 20 по 47 стосуються дипломатичних привілеїв та імунітетів, ці норми умовно можна поділити на 3 категорії:
1. Статті з 20 по 28 стосуються дипломатичних привілеїв та імунітетів, що надаються дипломатичному представництву. Сюди входять: право на використання прапора і державної символіки, сприяння акредитуючій державі у забезпеченні її приміщеннями та необхідною допомогою з метою виконання дипломатичним представником своїх функцій, недоторканість приміщень представництва та забезпечення його безпеки, звільнення від усіх державних, районних та муніципальних податків, зборів і мита, недоторканість архівів та документів представництва, недоторканість офіційного листування і дипломатичної документації. Перелічені дипломатичні привілеї та імунітети іменуються як матеріальні.
2. Статті з 28 до 38 стосуються дипломатичних привілеїв та імунітетів особистого характеру, що надаються дипломатичним агентам, членам їх сімей, членам адміністративно — технічного та обслуговчого персоналу. До цієї категорії належать: недоторканість особи дипломатичного агента, недоторканість приватної резиденції дипломатичного агента, його кореспонденції, паперів та документів, імунітет від кримінальної юрисдикції держави перебування, а також від цивільної та адміністративної юрисдикції, крім випадків, передбачених Віденською конвенцією (ч.1.ст. 31), звільнення від службових обов'язків, пов'язаних зі службою соціального страхування в цій країні.
3. Статті з 39 по 47 стосуються питань, пов'язаних з початком і завершенням дипломатичних привілеїв та імунітетів, обов'язків цієї держави у випадку порушення дипломатичних зносин, стосовно дипломатичних привілеїв та імунітетів у випадку збройного конфлікту, захисту інтересів третіх держав та їх громадян, а також недискримінації між державами.
Наявність у держави суверенітету виступає юридичною основою надання її органам зовнішніх зносин дипломатичних привілеїв та імунітетів.
Привілеї та імунітети надаються спеціалізованим установам (995_170). [Архівовано 8 серпня 2017 у Wayback Machine.]

Свобода зносин та правовий статус дипломатичної пошти і дипломатичного кур'єра

Дипломатична пошта є одним із видів зв'язку між державою, її дипломатичними, консульськими та іншими представництвами за кордоном і має забезпечити нормальне їх функціонування відповідно до норм сучасного міжнародного права. Згідно зі ст. 27 Віденської конвенції, вона є відповідним «сховищем», яке не підлягає ні розпакуванню, ні затриманню. При цьому «всі місця дипломатичної пошти повинні мати видимі зовнішні ознаки, які вказують на їх характер, вони можуть містити лише дипломатичні документи та предмети, призначені для офіційного користування».

## Винятки з правил Віденської конвенції
Деякі країни зробили застереження до Віденської конвенції про дипломатичні зносини, але такі застереження залишаються незначними. Найзначнішими є застереження більшості арабських держав щодо недоторканності дипломатичної пошти та невизнання держави Ізраїль і відповідно, її дипломатів. У ряді країн обмежується дипломатична недоторканність осіб, що є громадянами приймаючої країни. Оскільки різні держави в різній мірі дотримуються власних договорів, особливості застосування норм щодо дипломатичних привілеїв та імунітетів можуть дещо різнитися залежно від приймаючої країни, однак у більшості випадків ці правила досить однорідні. Важливо відзначити, що Конвенція не поширюється на співробітників міжнародних організацій, чиї привілеї визначаються в індивідуальному порядку, як правило, у основоположних документах таких організацій. Система Організації Об'єднаних Націй (включаючи її установи, що входять до числа найвпізнаваніших міжнародних органів, таких як Світовий банк та багато інших) передбачає стандартизовані документи, що забезпечують обмежені імунітети своїм співробітникам, що здійснюють поїздки за документами ООН; справжнім дипломатичним імунітетом часто наділяються лише найвищі посадові особи цих установ. Консульські посадові особи (що не мають паралельної дипломатичної акредитації) формально мають обмеженішу форму імунітету, що, як правило, обмежується випадками виконання ними службових обов'язків. Технічний та обслуговчий персонал дипломатичних представництв має ще обмеженіший імунітет згідно з Віденською конвенцією; з цієї причини, деякі країни можуть акредитувати технічний та обслуговчий персонал як аташе.
Інші категорії державних службовців, що часто подорожують в інші країни, такі як члени військових та урядових делегацій, високопосадовці, міністри та інші, можуть не мати дипломатичних паспортів або дипломатичного імунітету. Багато країн видають офіційні недипломатичні паспорти та проїзні документи таким особам, такі як службові паспорти, посвідчення тощо. Визнання де-факто тієї чи іншої форми імунітету може виражатися через визнання державами подорожей посадових осіб за такими документами. Також держави можуть укладати між собою двосторонні угоди для регулювання таких випадків (як, наприклад, випадки приїзду військової делегації для проведення або спостереження за військовими навчаннями на території приймаючої країни).
Формально, дипломатичний імунітет може діяти лише по відношенню до посадових осіб, акредитованих у країні перебування, або таких, що в'їжджають або виїжджають з приймаючої країни. На практиці, багато країн можуть реально визнавати дипломатичні привілеї та імунітети осіб, що подорожують по дипломатичних паспортах до країни, яка визнала їх дипломатичний статус.

## Рекомендована література
- Шелевер Н. В. Співвідношення правових категорій: «імунітет» та «недоторканність» / Н. В. Шелевер // Форум права. — 2012. — № 2. — С. 799—784.
- Приблуда П. М. Недоторканність як особливий дипломатичний імунітет та привілей. Молодий вчений. 2018. № 11 (63).
- Фалалєєва Л. Г. Дипломатичні імунітети: принципи, норми, практика застосування / Л. Г. Фалалєєва, В. В. Мараховський // Вісник Академії адвокатури України. — 2009. — № 1. — С. 192—202.
- Linda Frey, Marsha L. Frey. Diplomatic Immunity. Encyclopedia Britannica.
- Linda S. Frey, Marsha L. Frey. Diplomatic Immunity. The SAGE Handbook of Diplomacy. 2016. P. 197—206.
- Репецький В. М., Лисик В. М. Міжнародне гуманітарне право: Підручник. — К.: Знання, 2007. — 467 с.
- Репецький В. М. Дипломатичне і консульське право: Підручник. — 2-ге вид., перероб. і доп. — К.: Знання, 2006. — 372 с.
- Баймуратов М. О. Міжнародне право. — Х. «Одіссей», 2002. — 672 с.
- Гуменюк Б. І. Основи дипломатичної та консульської служби: Навч. посібник. — К.: Либідь, 1998. — 248 с.
- Енциклопедія міжнародного права: У 3 т. / редкол.: Ю. С. Шемшученко, В. Н. Денисов (співголови) та ін.; Інститут держави і права ім. В. М. Корецького НАН України. — Т. 2. Е–Л. — Київ: Академперіодика, 2017. — 928 с.
- Eileen Denza. Diplomatic Law: Commentary on the Vienna Convention on Diplomatic Relations. 4th ed. Oxford University Press., 2016. 453 p.
- Дерунець Н. О. Привілеї та імунітети як основа захисту прав дипломатичного персоналу. Міжнародне право на службі держави, суспільства, людини: матеріали Наук.-практ. конф. (Київ, 8 грудня 2016 р.). — Київ: Київ. нац. торг.-екон. у-т, 2017. — С. 97-99.